# 병점차량사업소
병점차량사업소(餠店車輛事業所)는 경기도 화성시 능동과 오산시 외삼미동 일원에 걸쳐 위치한 한국철도공사 소속 차량기지로서, 명칭과는 달리 병점동에 위치하지 않는다. 주요 업무는 경인선, 경부선, 장항선, 경원선, 서울 지하철 1호선을 운행하는 31x000호대 전동차의 중기 편성 전동차 중 31160~65편성과 그리고 후기 편성 전동차 중 31166~70, 31230~40편성 및 통근형 전동차의 회차업무나 서동탄역 진출입 차량의 신호업무를 담당하고 있다. 국토교통부의 철도거리표에는 병점기지(餠店基地)라는 이름으로 되어 있다. 추후에는 수도권 광역급행철도 C노선, 동탄인덕원선의 차량 정비를 맡을 예정이다.

## 업무
- 한국철도공사 311000호대 · 312000호대 전동차 입·출고 및 경정비

## 배선도
병점차량사업소의 배선도는 다음과 같다.